# Peter Chelsom
Peter Chelsom (nacido el 20 de abril de 1956) es un actor y director de cine británico. conocido por haber dirigido películas como Shall We Dance? y Hannah Montana: La pelicula

## Biografía
Chelsom nació en Blackpool, Lancashire, hijo de unos propietarios de una tienda de antigüedad Kay y Reginald Chelsom. Estudió en la Escuela de Drama Central del Londres. Trabajó como un actor para Royal Shakespeare Company así como tomó parte en numerosas películas y producciones de televisión incluyendo A Woman of Substance en la que aparecían Jenny Seagrove y Deborah Kerr. Mientras actuaba desarrolló interés en escribir y dirigir. Desde 1985 hasta 1998 dirigió el curso de cine para televisión en la Escuela de Drama Central y más tarde enseñó a actores del Actors' Institute y de la Cornell University.
En 2001 dirigió uno de los mayores desastres de taquilla de la historia, Town & Country.

## Filmografía seleccionada

### Director
- Treacle (1987)
- Hear My Song (1991)
- Funny Bones (1995)
- The Mighty (1998)
- Town & Country (2001)
- Serendipity (2001)
- Shall We Dance? (2004)
- Hannah Montana: La pelicula (2009)
- Hector and the Search for Happiness (2014)
- The Space Between Us (2016)
- A Sudden Case of Christmas (2024)

### Actor
- Indian Summer (1987) como Oliver Sutherland
- Christmas Present (1985) como Nigel Playfayre
- A Woman of Substance (1985)